# Florian Thomas (Künstler)
Florian Thomas (* 19. August 1966 in Neustadt an der Waldnaab) ist ein deutscher Maler.

## Leben
Florian Thomas wuchs bei Weiden in der Oberpfalz auf. Von 1983 bis 1986 absolvierte er eine Ausbildung zum Graphischen Zeichner und von 1989 bis 1995 studierte er an der Akademie der Bildenden Künste München. Er erhielt mehrere Stipendien, darunter 1993 eine Förderung der Studienstiftung des deutschen Volkes, 1999 den Staatlichen Förderpreis des Freistaats Bayern und 2004 ein Arbeitsstipendium der Stiftung Kunstfonds, Bonn. Florian Thomas lebt und arbeitet in München.

## Werk
Florian Thomas malt figurativ als auch abstrakt, wobei sich beide Malweisen überlagern können. So tauchen in figürlichen Werken betont abstrakte Passagen in der Form von Klecksen oder Schüttungen auf. Die meisten der abstrakten Werke bestehen aus aneinandergereihten, vertikalen Farbbahnen. Es gibt Bildtitel, welche poetisch erscheinen wie love bandit oder disproportional wirken wie der Titel The New Century, mit dem ein kleines gestreiftes Bild bedacht wurde. Das gleiche strategische Spiel begegnet bei den figürlichen Gemälden, deren Titel zwischen lapidaren Ortsangaben wie Cannes, ambivalenten Kommentaren wie Hotel mit Flecken sowie überlegtem Pathos wie bei Freuden der Jugend schweben.
Wiederkehrende Themen seiner figurativen Bilder sind touristische Reiseziele, Bewegung und Rast sowie deren Ikonografie in populären Mythen, wie sie vor allem in der westlichen Nachkriegszeit mit allgemeinem Wohlstand, Konsum und Statussymbolen entstanden. Vorbilder findet Thomas auf alten Postkarten, in Zeitschriften oder auf privaten Amateurfotos, von denen er häufig das Randständige zum Mittelpunkt seiner figurativen Bilder macht. Darin reflektiert der Künstler die kollektiven Sehnsüchte nach fremden und exotischen Orten als auch die privaten Darstellungen von erreichtem sozialem Prestige. Zugleich kommentiert er die beiden Medien, mit denen er arbeitet: Malerei und Fotografie.
Eigene fotografische Arbeiten sind vordergründig als Schnappschuss angelegt, spielen aber mit symbolischen Ähnlichkeiten, Farbverzerrungen und Alltagskomik. 
Florian Thomas stellt vor allem national aus und war an wichtigen Ausstellungen zur figürlichen Malerei der deutschen Gegenwart beteiligt. Zuweilen wird er dem Fotorealismus zugeordnet, eine Kategorisierung die der Maler selbst aber ablehnt.

## Ausstellungen (Auswahl)

### Einzelausstellungen
- 2022: „time after time“, Sfeir-Semler Gallery, Hamburg
- 2017  „Stakes is high“, Galerie Wittenbrink, München
- 2014: „first view“, Bernaducci Meisel Gallery, New York City
- 2013: „impressionnant chaos“, Galerie Wittenbrink, München
- 2011: „Florian Thomas im Schaukabinett“, Galerie Neue Meister, Dresden; „Salto Rückwärts“, Galerie Wittenbrink, München
- 2008: Galerie Sfeir-Semler, Hamburg
- 2005/2006: „looking south“, Campus Galerie, Bayreuth; Kunstverein Bremerhaven

### Gruppenausstellungen
- 2009: „Defiance & Melancholy - German Painting from the Dresden Albertinum / Galerie Neue Meister“, Helsinki City Art Museum, Finnland; „10 Jahre Campus-Galerie“, Bayreuth; „Weidmannsheil“, Wien-Salon-Berlin, Berlin
- 2007: „Aus der Sammlung Frieder Burda“, Museum im Prediger, Schwäbisch Gmünd; „Von der Schönheit des Alltäglichen“, Galerie Epikur, Wuppertal
- 2006: „Neue Figuration“, Hypo-Kunsthalle München; „Neuerwerbungen 2002–2005“, Museum Frieder Burda, Baden-Baden
- 2005: „Rainbow“, Galerie Sfeir-Semler, Beirut, Libanon
- 2004: „Fehlfarben“, Staatliche Kunstsammlung Dresden, Schloß Georgenbau, Dresden
- 2001: „Souveniers, Souveniers“, Artothek, München; Kunstverein Landshut

## Sammlungen
- Museum Neue Meister, Dresden
- Kunst- und Gewerbemuseum Hamburg
- Sammlung Deutsche Bank
- Banque LBLux
- British American Tabacco, Hamburg
- Kommunalreferat der Landeshauptstadt München